# Smugi (Mrówczak)
Smugi – część wsi Mrówczak w Polsce położona w województwie śląskim, w powiecie kłobuckim, w gminie Przystajń. 
W latach 1975–1998 Smugi administracyjnie należały do województwa częstochowskiego.